# Ronnie Spectorová
Ronnie Spectorová, rodným jménem Veronica Yvette Bennett, (10. srpna 1943 East Harlem – 12. ledna 2022) byla americká zpěvačka, která v roce 1957 se svou starší sestrou Estelle Bennettovou (1941–2009) a sestřenicí Nedrou Talleyovou (* 1946) založila dívčí skupinu The Darling Sisters, později přejmenovanou na The Ronettes. Mezi její nejznámější písně patří „Be My Baby“, „Baby, I Love You“ nebo „Walking in the Rain“. V roce 1964 zahájila sólovou kariéru.
Její matka měla čerokíjský a africký původ, zatímco otec měl irské předky. V letech 1968 až 1974 byl jejím manželem producent a autor písní Phil Spector. Spector svou ženu po dobu dvou let držel ve svém sídle v Kalifornii, později (1972) se jí díky matčině pomoci podařilo utéct. Své první sólové album s názvem Siren vydala v roce 1980. Jeho producentkou byla Genya Ravan. Později vydala několik dalších alb.

## Galerie

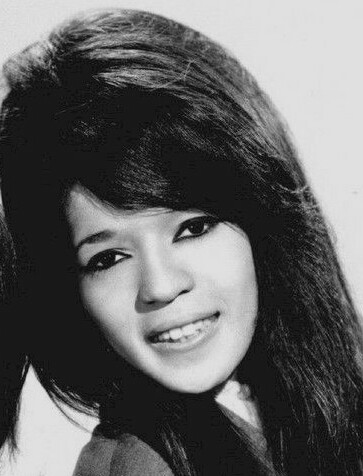
Ronnie Spectorová (1966)
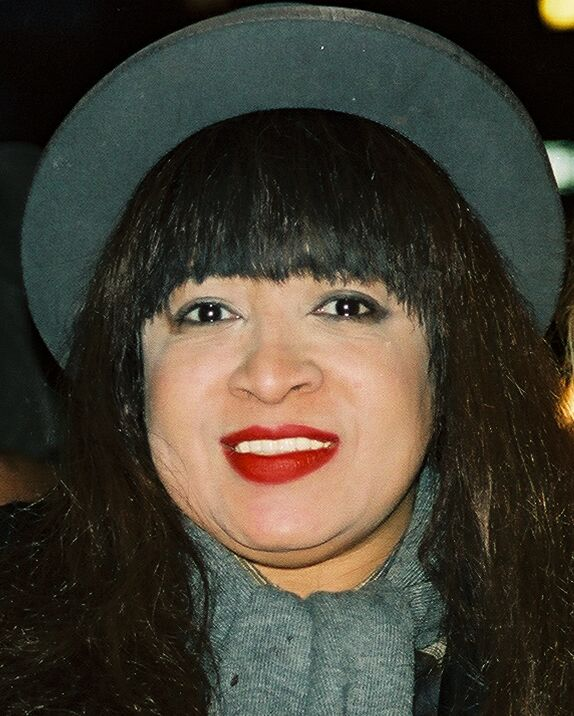
Ronnie Spectorová (2000)
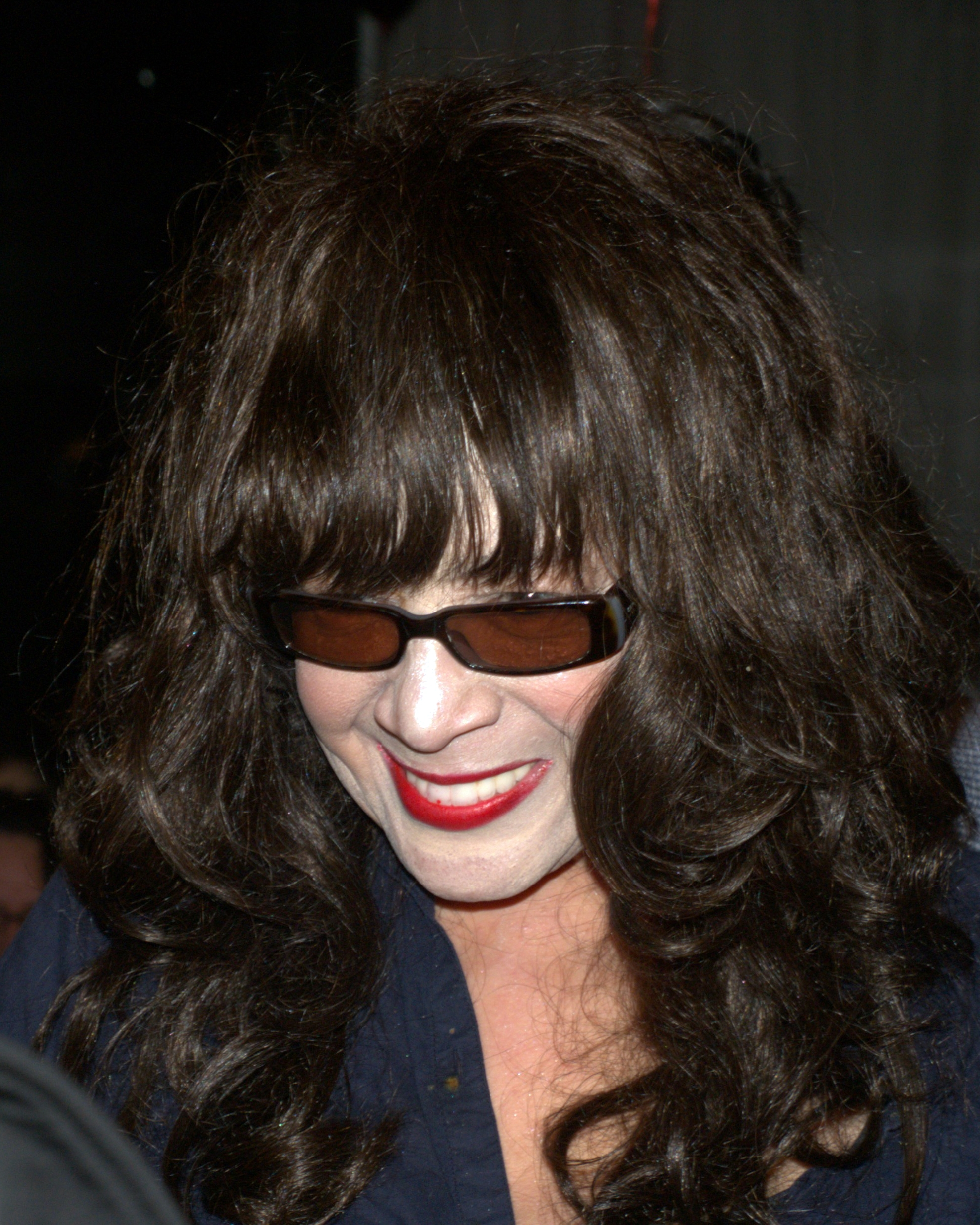
Ronnie Spectorová (2010)
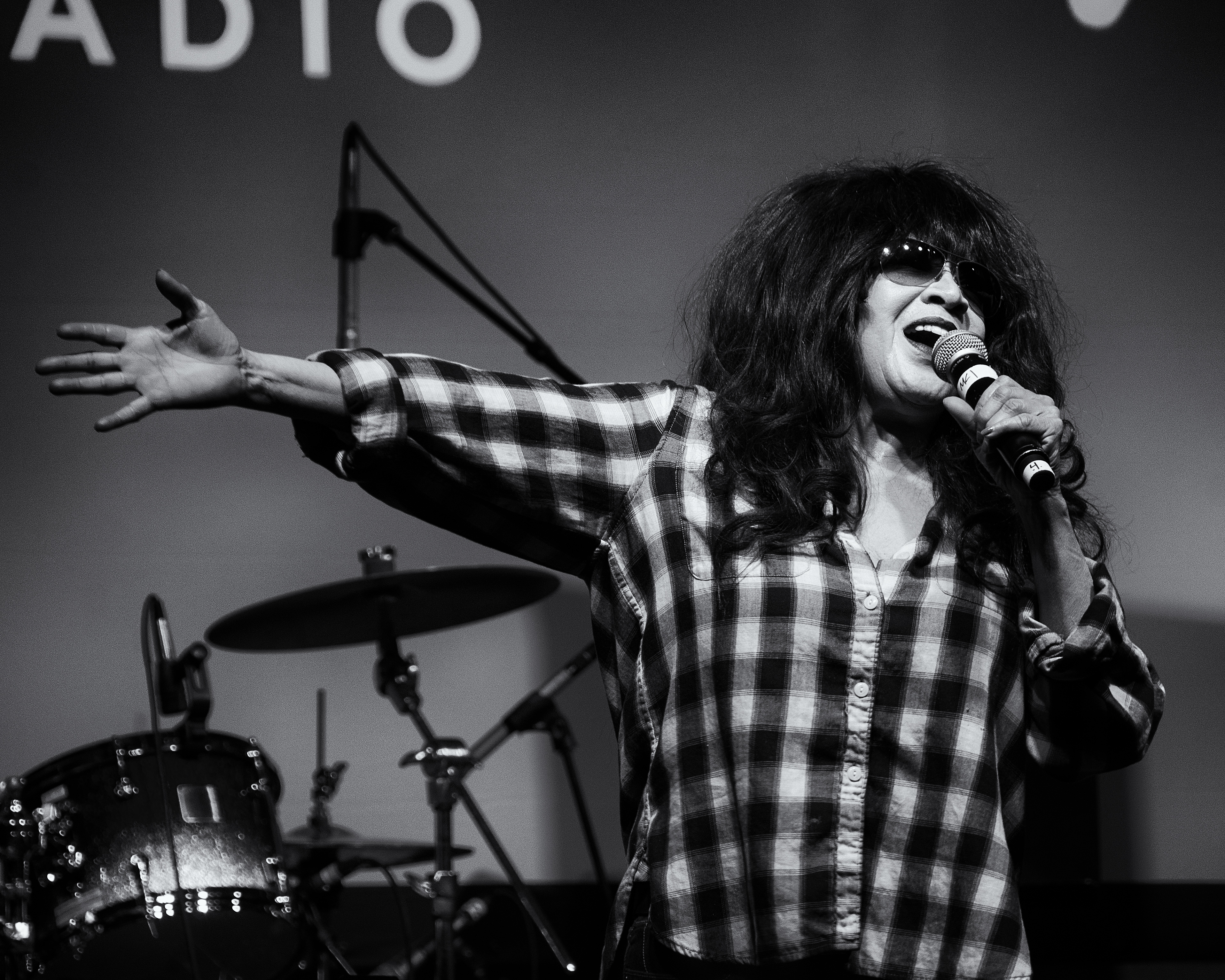
Ronnie Spectorová (2014)
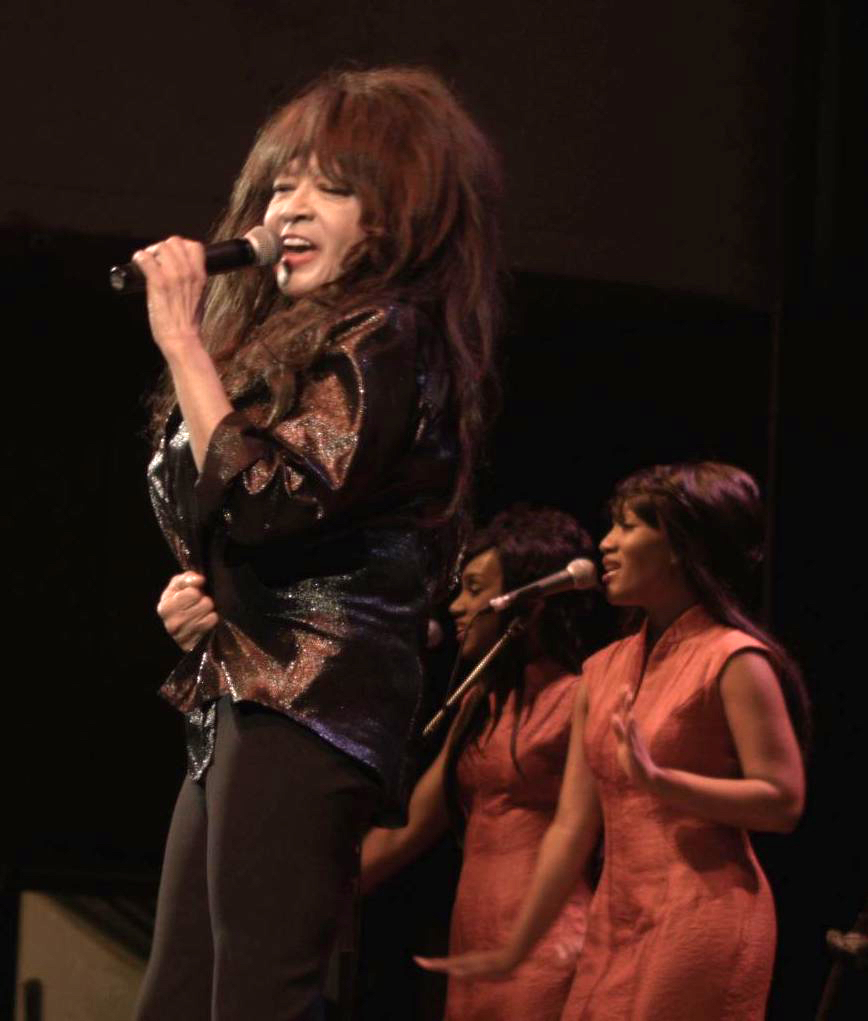
Ronnie Spectorová (2015)